# Henry de l'Escaille
Henry Julien Paul de l'Escaille (Paris, 21 novembre 1880 - Nice, 30 août 1954) est un officier de marine et pilote d'avion français.

## Biographie

### Belle Époque
Il entre à l'École navale en octobre 1898 et en sort aspirant de 1re classe en octobre 1901. Il sert alors sur le Kersaint et prend part sur ce bâtiment aux opérations sur les côtes de Chine (1902). 
Enseigne de vaisseau (octobre 1903), il embarque sur le croiseur cuirassé Montcalm en Extrême-Orient puis sert comme officier canonnier sur le Galilée au Levant (1904) avant de devenir l'année suivante, officier torpilleur sur le cuirassé Iéna en escadre de Méditerranée.
Second du contre-torpilleur Rapière en Extrême-Orient (1906), il se fait remarquer lors d'un typhon qui ravage Hong Kong le 18 septembre et obtient alors un témoignage de satisfaction. 
En 1908, il entre à l’École de canonnage sur la Couronne dont il sort breveté et sert sur le cuirassé Charlemagne à Toulon. Lieutenant de vaisseau (octobre 1910), il embarque sur le cuirassé Démocratie et obtient un nouveau témoignage de satisfaction pour son courage lors de l'explosion, le 25 septembre 1911 du cuirassé Liberté à Toulon. 
L'Escaille choisit ensuite de passer dans l'aéronautique navale. Breveté pilote d'hydravion, il sert sur la Foudre et prend part aux exercices de l'escadre de Méditerranée. Il réussit en mars 1914 un raid Fréjus-Ajaccio sur hydravion.

### Première Guerre mondiale
Il est affecté en Égypte en août 1914 pour devenir le commandant de l'escadrille basée à Port-Saïd avec pour porte-avions deux petits cargos allemands capturés. Ses vols de reconnaissance audacieux et difficiles, permirent la surveillance de la marche des armées germano-turques et firent échouer les attaques contre le canal de Suez. Pour ses exploits, L'Escaille est alors cité à l'ordre de l'armée et obtient en août 1915 la Distinguished Service Cross. 
Du 20 août 1916 au 2 août 1917, il commande le centre d'aviation maritime de Corfou et mérite à ce poste à deux reprises les félicitations du ministre. Chef du Service militaire de l'aéronautique et des patrouilles aériennes à la Direction générale de la guerre sous-marine (août 1917), il est promu capitaine de corvette en juin 1918 puis devient en octobre 1919, secrétaire général de la Commission interalliée du Danube. Il obtient alors de nouveau un témoignage de satisfaction. 

### Entre-deux-guerres
Commandant du centre-école d'aviation maritime de Saint-Raphaël (1920), il préside la Commission d'études pratiques de l'aéronautique et fait installer une plate-forme d'envol sur le cuirassé Paris. Il obtient aussi la transformation du cuirassé Béarn en porte-avions. 
Professeur de tactique appliquée à l’École de guerre navale (1922), il est nommé capitaine de frégate en août 1923 et décide alors de sa mise en congé pour entrer dans l'industrie privée. Il devient chef du service au Bureau Veritas puis, en 1934, directeur général de la Société aéronautique Loire-Nieuport. 
Capitaine de vaisseau de réserve (juillet 1928), il meurt à Nice le 30 août 1954.

## Récompenses et distinctions
- Chevalier (31 décembre 1913) puis Officier (26 janvier 1915) puis Commandeur (30 décembre 1933) de la Légion d'honneur
- Croix de guerre 1914-1918.
- Distinguished Service Cross (Royaume-Uni)